# Marius von Avenches
Marius von Avenches (St. Marius, Marius Aventicensis oder auch Marius Aventicum; * 530 oder 531 in Autun im Burgund; † 31. Dezember 594 in Lausanne) war Bischof von Aventicum, verlegte jedoch seinen Amtssitz nach der ersten Hälfte seiner Amtszeit nach Lausanne. Marius war ein bedeutender Geschichtsschreiber des burgundischen und fränkischen Frühmittelalters. In der katholischen Kirche wird er als Heiliger verehrt.

## Leben
Marius entstammte einer vornehmen burgundischen Familie, die möglicherweise dem spätrömischen gallorömisch-senatorischen Adel von Autun angehörte. Ab 574 war er Bischof in Aventicum (heute: Avenches). Im Jahr 585 nahm er an der fränkischen Synode von Mâcon teil. 587 ließ er in Payerne eine Kirche erbauen und weihen. Wegen der abnehmenden Bedeutung der Stadt Aventicum verlegte er den Bischofssitz nach Lausanne. Das genaue Jahr kann nicht ermittelt werden; möglicherweise war Lausanne in den ersten Jahren auch nur als vorübergehender Sitz gedacht. Marius besaß angeblich handwerkliches Geschick und war auch als Goldschmied tätig. Begraben wurde er in der Kirche St. Thyrsius, die später in St. Marius umbenannt wurde. Sein Gedenktag ist der 31. Dezember.

## Werk
Sein Geschichtsbuch ist eine Fortsetzung der Weltchronik des Prosper Tiro von Aquitanien. Der Berichtszeitraum umfasst die Jahre 455 bis 581, wobei die ersten hundert Jahre nur knapp als Konsulreihe beschrieben sind. Historisch wertvoll sind die Berichte über die Kämpfe zwischen Ostgoten und Byzantinern sowie die Darstellung der Angriffe der Franken. Im Werk des Marius wird das erste Mal der Begriff Variola für Pocken erwähnt.

## Ausgaben
- Theodor Mommsen (Hrsg.): Chronica Minora (= Monumenta Germaniae Historica: Auctorum Antiquissimorum 11). Berlin 1894 (ältere Textausgabe; Digitalisat).
- Justin Favrod: La chronique de Marius d’Avenches (455–581). Lausanne 1991 (Textausgabe der Chronik mit franz. Übersetzung und Kommentar).
- Marius d’Avenches: Chronique 455–581: suivi de continuation jusqu’à l’année 615. Texte établi et traduit par Nathalie Desgugrillers. Paléo, Clermont-Ferrand 2006.